# Никейска империя
Вижте пояснителната страница за други значения на Никея.
Никейската империя (на гръцки: Βασίλειον τῆς Νίκαιας; на турски: İznik İmparatorluğu) е историческа държава (1204 – 1261) в Северозападна Мала Азия със столица град Никея.
Образувана е през 1204 г. от византийски аристократи след унищожаването на Византийската империя от рицарите на Четвъртия кръстоносен поход.
За разлика от Византия, Никейската империя е децентрализирана държава. Въпреки наименованието, Никея играе ролята само на най-важна крепост. Управниците прекарват голяма част от времето си в егейската си резиденция Нимфеон, а монетният двор и хазната са в Магнезия на Сипилиум. В течение на няколко десетилетия империята води успешни войни на няколко фронта: на запад – с латините, българите и Епирското деспотство; на изток е принудена да удържа натиска на разселващите се тюркски племена, а на юг се намира старият враг Иконийският султанат. За защита на територията си Никейската империя изгражда на югоизточната си граница в Пафлагония солидна отбранителна система и ангажира специални наемници акрити, които успешно отблъсват селджуците от Иконийския султанат. С възстановяването на Византия през 1261 г. Никейската империя престава да съществува, а фокусът на внимание на възстановените византийски владетели се измества към Източна Тракия, като това позволява на нахлуващите тюрки-номади да превземат значителни територии в Южна Мала Азия.

## История

### Основаване
На 12 април 1204 г. след продължителна обсада рицарите от Четвъртия кръстоносен поход нахлуват в столицата на Византийската империя, Константинопол. Византийският император Алексий V Дука Мурзуфул бяга от Константинопол при вестта, че френските рицари са пробили защитата. След бягството му за нов император е провъзгласен Теодор I Ласкарис, зет на император Алексий III Ангел. Преценявайки, че положението в Константиновия град е безнадеждно, новият император също напуска града и се отправя към град Никея в областта Витиния, която още не е засегната от нашествието на кръстоносците. Там се установява и византийският императорски двор в изгнание.
Латинската империя, създаването на която кръстоносците прокламират в Константинопол, има слаб контрол върху бившите византийски територии, които са по-отдалечени от столицата. В следващите две години, възползвайки се от войната между латините и българското царство на Калоян, Теодор Ласкарис успява да отвоюва голяма част от латинските завоевания в Мала Азия и през 1206 г. се провъзгласява за император на Никейската империя. Така наред с Епирското деспотство и Трапезундската империя Никейската империя става третата държава, която оцелялата византийска аристокрация успява да създаде върху част от териториите на Византийската империя. Съвсем скоро трите ромейски държави, всяка от които постига успехи в борбата срещу разклатената Латинска империя, започват да си оспорват правото да наследят Византия. За да се легитимира като единствен законен наследник, Теодор премества седалището на Константинополския патриарх в Никея и през 1219 г. се жени за Мария дьо Куртене, дъщеря на латинската императрица Йоланда Фландърска.
В течение на няколко десетилетия Никейската империя води успешни войни на няколко фронта: на запад – с латините, българите и Епирското деспотство; на изток е принудена да удържа натиска на разселващите се тюркски племена, а на юг се намира старият враг Иконийският султанат. За няколко десетилетия никейско-селджукската граница се установява по линията от Черно море (западно от Синоп) до югозападния бряг на Мала Азия, южно от река Меандър. За защита на територията си Никейската империя изгражда на югоизточната си граница в Пафлагония солидна отбранителна система и ангажира специални наемници акрити, които успешно отблъсват селджуците. След началото на монголските нашествия обаче ситуацията се променя. Тюркското население в Трансоксиана, Азербайджан и Иран е прогонено, връща се към номадския начин на живот и търси нови територии, като се насочват към местата с най-малка съпротива:с. 14 – 15.
През 1220 г. Теодор напада Латинската империя, но мирът е възстановен. В края на царуването си Теодор I управлява територия, която почти съвпада с тази на старите римски провинции в Азия и Витиния. Умира през 1222 г. и е наследен от сина си Йоан III Дука Ватаций.

### Разширение
През 1224 г. латинското Солунско кралство е унищожено от епирския деспот Теодор Комнин. След битката при Клокотница (1230) Епирското деспотство попада под властта на българския цар Иван Асен II. Никейската империя остава най-мощната византийска държава, на която се отдава реалната възможност да възстанови някогашна Византия. Благодарение на значителните сили, с които разполага, Йоан III Дука Ватаций разширява никейските владения в посока към Егейско море, отнемайки все повече територии от Латинската империя в Мала Азия. През 1235 г. Никейската империя се съюзява с българския цар Иван Асен II в името на общата борба срещу латините в Константинопол. Благодарение на съюза си с българите Никея започва да превзема и латински територии в Източна Тракия.
През 1242 г. Йоан III сключва договор с монголите, нахлули в Иконийския султанат, и отклонява евентуалното им нашествие в Никея от изток. Йоан търси и съюз с Германската империя чрез брак с дъщерята на император Фридрих II, Констанс. Така никейският император запазва силите си, разгромява българските войски в Тракия (1245) и продължава да отнема от балканските територии на Латинската империя до смъртта си през 1254 г.
Успешните действия на император Йоан III Дука Ватаций са продължени от наследника му Теодор II Ласкарис, който продължава никейската експанзия срещу България и Латинската империя в Тракия, но починал през 1259 г. Новият император Йоан IV Дука Ласкарис поради малолетието си управлява под регентството на генерал Михаил Палеолог, който се обявява за съимператор на Никея (Михаил VIII Палеолог). Михаил Палеолог предприема военни действия срещу възстановеното през 1258 г. Епирско деспотство на Манфред Сицилиански и разгромява силите на латинското княжество Ахея в битката при Пелагония. Така при управлението на Михаил VIII Палеолог Никейската империя достига до върха на своето могъщество.

### Превземане на Константинопол
През 1260 г. Михаил VIII започва приготовления за превземането на Константинопол и окончателното прогонване на латините от някогашните владения на Византия. Михаил VIII се съюзява с Генуа, която е стара съперница на Венеция и разполага с флот, способен да съперничи на венецианската флотилия, охраняваща морските подстъпи към Константинопол. Междувременно Михаил VIII изпраща към Константинопол генерал Алексий Стратегопул, който в продължение на месеци изследва града, планирайки тактиката на атаката. През юли 1261 г., възползвайки се от временното отсъствие на венецианския флот, Алексий Стартегопул и хората му отварят портите на града и подпалват квартала на венецианците, с което възстановяват византийския контрол.
Михаил VIII влиза триумфално в Константинопол и няколко седмици по-късно е обявен за император на възстановената Византийска империя. Той насочва вниманието си към Европа и пренебрегва защитата на малоазийската граница. Още от началото на управлението му отношенията му с граничното население и акритите са враждебни, той ги лишава от привилегиите им, а укрепленията са занемарени.
Скоро след това е унищожено Ахейското княжество, но Трапезундската империя и Епирското деспотство продължават да съществуват като независими държави.

## Императори
- Теодор I Ласкарис (1204 – 1222)
- Йоан III Дука Ватаций (1222 – 1254)
- Теодор II Ласкарис (1254 – 1258)
- Йоан IV Ласкарис (1258 – 1261)
- Михаил VIII Палеолог (съимператор 1259 – 1261)